# باول كوران
باول كوران (بالإنجليزية: Paul Curran)‏ هو مدرب كرة قدم ولاعب كرة قدم بريطاني، ولد في 5 أكتوبر 1966 في ديري في أيرلندا الشمالية. لعب مع أردز وديري سيتي ونادي دوندالك.